# Monument van de champetter
Het monument van de champetter staat sinds 29 november 2009 aan de Sint-Pieterskerk te Sint-Pieters-Kapelle (Herne).

## De laatste champetter

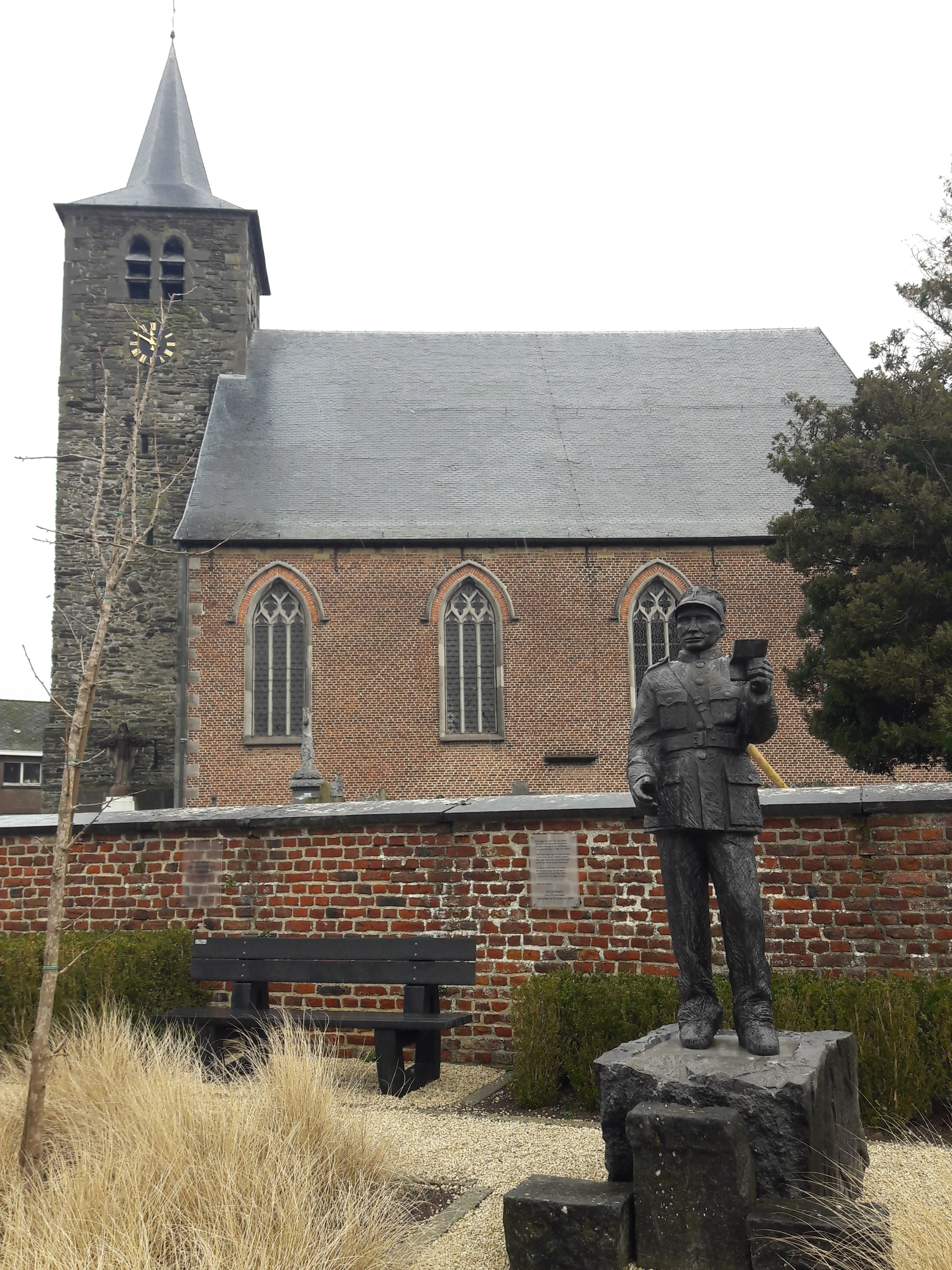
Monument van de champetter aan de kerk te Sint-Pieters-Kapelle

Dit werk van Christa Alaert is een bronzen versie van de laatste champetter, Petrus Ferbiest. Zo staat Petrus Ferbiest weer op zijn oude roepsteen om na de zondagsmis groot en klein gemeentelijk nieuws te verkondigen. Deze roepsteen dateert van vervlogen tijden, maar bleef in gebruik tot 1959.
Petrus Ferbiest was de champetter die er in 1947 bij de talentelling mee voor zorgde dat Sint-Pieters-Kapelle geen taalfaciliteiten kreeg opgelegd.